# Governador (eiland)
Governador (Portugees: Ilha do Governador), is een Braziliaans eiland in de baai van Guanabara en behoort tot de stad Rio de Janeiro. De grote luchthaven Aeroporto Internacional do Rio de Janeiro-Galeão is gelegen op het eiland.
De oorspronkelijke bewoners van het eiland, de Tupi hanteerden in hun Tupi-taal de naam Paranapuã voor het eiland. De huidige naam dateert van de 16e eeuw toen de Portugezen hun gouverneur op het eiland installeerden met een ambtswoning.